# ジェネリック家電製品大賞
ジェネリック家電製品大賞（ジェネリックかでんせいひんたいしょう）とは、日本国内で発売される電機大手8社以外の、優良な中小家電メーカー製家電製品の品質と安全性の向上、市場拡大を願って、2013年10月にジェネリック家電推進委員会によって設立された賞。毎年発売される多くの家電製品の中で、コストパフォーマンスと性能のバランスに極めて優れた良心的な製品、なおかつ広く市場に受け入れられた製品にのみ与えられている。従来、家電大手8社以外のメーカーを表す言葉は、B級家電というものしかなかった。その中には大手8社に劣らぬ品質を持つ製品も少なくなかった。これら優良製品を正当に評価するために、ジェネリック家電製品として明確に仕分け、その中で特に優秀な製品を表彰する賞典。メーカーの思惑にとらわれない「庶民の庶民による庶民のための家電賞」として高い独立性と、市場との親和性が高く評価されている。

## 概要
受賞には、生活家電、調理家電、AV家電などの各部門賞。ノミネート全製品及び、各部門受賞製品の中から総合的に選ばれる大賞がある。選考するジェネリック家電推進委員会は、ジェネリック家電の名付け親である流通ジャーナリスト近兼拓史の「家電の世界にも、衣料品のユニクロの様に、大手メーカー製品でなくとも安くても高品質な製品が多数ある。そんな製品やメーカーをもっと公平に評価するべき」という呼びかけに応えた、集英社週刊プレイボーイや東京スポーツなど、家電大手8社の出稿に過大に依存しないメディアや、製造者及び販売者。各界有識者、ユーザー等で構成されている。なお、評価審査が公正に行われるため、選考委員の多くは実名公表されていない。

## ノミネート基準
各部門家電製品の中で、ジェネリック家電の定義を満たし、該当年度中に一般市場で購入可能かつ、市場の高い評価を得た製品。大きくは下記4項目のいずれか、又は複数の項目にあてはまる製品で、3名以上の委員の推薦があった製品がノミネートされる。
1. ブランド名という“看板代”を省いて価格を抑えた製品。
2. 基本的な性能・機能に絞って不必要な製造コストを省いた製品。
3. 大量生産されている定番部品を多用して製造コストを抑えた製品。
4. 企業努力により高性能高品質を保ったまま大幅にコストダウンに成功した製品。
5. 大手メーカーの従来製品に無かった、ユニークで楽しい新機能を持つ製品。

## 各賞選考基準
各部門賞
ノミネート各製品の中から、各部門ごとに委員会で審査され決定される。なお、各部門賞は受賞基準を満たし、委員会が適正と承認すれば複数受賞が認められる。
大賞
各部門賞受賞製品及びノミネート各製品の中から、委員会によって選考される。なお、選考においては、受賞候補製品の評価のみならず、受賞候補企業の製造物責任法への対応状況や、アフターサービス体制等、消費者対応状況も評価の対象となりうる。

## 受賞発表及び授与式
受賞の結果は、毎年幹事メディアである集英社「週刊プレイボーイ」誌上にて第一報が発表される。その後、受賞トロフィーの授与式が行われている。

## 歴代受賞製品・企業
| 受賞年度 | 受賞製品                                                | 受賞企業               |
| -------- | ------------------------------------------------------- | ---------------------- |
| 2013年   | 扇風機『YLT-AK30』                                      | 株式会社山善           |
| 2014年   | 『LEDミニシーリングライトシリーズ』                     | 株式会社山善           |
| 2015年   | たこ焼き器『YOA-240(R)』                                | 株式会社山善           |
| 2016年   | 情熱価格 ジブン専用PC&タブレット                        | 株式会社ドン・キホーテ |
| 2017年   | 情熱価格 PLUS 50Ｖ型 ＵＬＴＬＡＨＤ ＴＶ ４Ｋ液晶テレビ | 株式会社ドン・キホーテ |
| 2018年   | 情熱価格PLUS 4Kテレビシリーズ                           | 株式会社ドン・キホーテ |
| 2019年   | マイコン式電気圧力鍋 YPCA-M250                          | 株式会社山善           |
| 2021年   | OPTVISION 85v型 HDR対応4K液晶テレビ 85UDK400R           | オプトスタイル株式会社 |
| 2022年   | Hybrid Bike GFR-02                                      | glafit株式会社         |

| 受賞年度 | 受賞部門                   | 受賞製品                                                                             | 受賞企業                         |
| -------- | -------------------------- | ------------------------------------------------------------------------------------ | -------------------------------- |
| 2013年   | 生活家電                   | マルチクッカー 『EMG-240』                                                           | アイリスオーヤマ株式会社         |
| 2013年   | 生活家電                   | ヘアドライヤー 『BACK STAGE KHD-1386』                                               | 小泉成器株式会社                 |
| 2013年   | 生活家電                   | カジュアルこたつ 『HFL-600』                                                         | 株式会社山善                     |
| 2013年   | 生活家電                   | ７型液晶付きＤＶＤシステム 情熱価格 『NW-1205』                                      | 株式会社ドン・キホーテ           |
| 2013年   | 生活家電                   | 液晶テレビ 『DNL24-31B2』                                                            | オリオン電機株式会社             |
| 2013年   | AV家電                     | HDD（ハードディスクドライブ）レコーダー 『VERINI HDR-ZS232E』                        | 株式会社ティー・エム・ワイ       |
| 2014年   | 生活家電                   | siroca 2wayハンディ＆布団クリーナー 『SVC-350』                                      | 株式会社オークセール             |
| 2014年   | 生活家電                   | リビング扇『AKシリーズ』                                                             | 株式会社山善                     |
| 2014年   | AV家電                     | 真空管アンプ 『Ruby』                                                                | 株式会社トライオード             |
| 2014年   | AV家電                     | TANNOY スタジオモニター 『Reveal402』                                                | エソテリック株式会社             |
| 2014年   | 調理家電                   | ブレンダー 情熱価格 マイボトル・ミキサー モッテイク 『BL-525』                       | 株式会社ドン・キホーテ           |
| 2014年   | 調理家電                   | IH旨み炊飯鍋 『H-DRC-18』                                                            | アイリスオーヤマ株式会社         |
| 2015年   | 生活家電                   | 拭き掃除機マイクロファイバーモップロボット モーファ『ZZ-MR2』                        | 株式会社シー・シー・ピー         |
| 2015年   | 生活家電                   | コードレスふとんクリーナー『IC-FDC1』                                                | アイリスオーヤマ株式会社         |
| 2015年   | デザイン家電               | allonge 超音波式加湿器『ALG-KW1402』                                                 | 株式会社ドウシシャ               |
| 2015年   | ユニーク家電               | ミニロボット掃除機『CZ-562 MICROFIBER MOP BALL MOCORO}                               | 株式会社シー・シー・ピー         |
| 2015年   | ユニーク家電               | 「L-ZOOM」 ルーペ付きLEDスタンド 『ODS-L8092-W』                                     | 株式会社オーム電機               |
| 2015年   | 調理家電                   | 情熱価格 ビッグ庫内オーブントースター                                                | 株式会社ドン・キホーテ           |
| 2015年   | 調理家電                   | たこ焼き器『YOA-240(R)』                                                             | 株式会社山善                     |
| 2015年   | AV家電                     | SANSUI Bluetooth対応CDコンポ SMC-150BT                                               | 株式会社ドウシシャ               |
| 2015年   | AV家電                     | ACTIVEGEAR ブルートゥーススピーカー H2                                               | 株式会社アズマ                   |
| 2016年   | デザイン家電               | 20型ハイビジョンLED液晶テレビ VT203-BR                                               | 株式会社ドウシシャ               |
| 2016年   | デジタル家電               | 情熱価格 ジブン専用PC&タブレット                                                     | 株式会社ドン・キホーテ           |
| 2016年   | アウトドア＆防災家電       | Qriom 野外ラジオ YR-M100                                                             | 株式会社山善                     |
| 2016年   | 生活家電                   | 男前アイロン・コードレス SI-311L                                                     | 株式会社石崎電機製作所           |
| 2016年   | 生活家電                   | 空気をキレイにするホットカーペット SUEF-S200                                         | 株式会社山善                     |
| 2016年   | ユニーク家電               | D-STYLIST わたあめ屋さん                                                             | 株式会社ピーナッツ・クラブ       |
| 2016年   | 調理家電                   | 情熱価格+PLUS 米屋がこだわった三合ジャー炊飯器“絶品ごはん”                           | 株式会社ドン・キホーテ           |
| 2016年   | AV家電                     | ヘッドホン SW-HP10s                                                                  | 城下工業株式会社                 |
| 2016年   | AV家電                     | USB付きタップ                                                                        | 株式会社トップランド             |
| 2017年   | デザイン家電               | OHM DS-LD32AH-W [LED調光式デスクライト                                               | オーム電気                       |
| 2017年   | デザイン家電               | クレベリンLED搭載ハイブリッド式加湿器 DHBK-217CL-SI                                  | ドウシシャ                       |
| 2017年   | デジタル家電               | M4244 2USBポート計2.4A+4コンセントスタンドタップ1.5m                                 | トップランド                     |
| 2017年   | デジタル家電               | 情熱価格MUGA ストイックPC                                                            | ドン・キホーテ                   |
| 2017年   | 美容＆ヘルス               | ドライヤー TID2200                                                                   | テスコム                         |
| 2017年   | アウトドア＆防災家電       | 録音できるハンドメガホン                                                             | 旭電機化成                       |
| 2017年   | アウトドア＆防災家電       | LED 投光器 ワークランプ 45W LWY-45                                                   | HATAYA                           |
| 2017年   | 生活家電                   | Steam CUBE KSF-K28                                                                   | YAMAZEN                          |
| 2017年   | 生活家電                   | 電気直管LEDランプ 40形相当 G13 昼白色                                                | オーム                           |
| 2017年   | ユニーク家電               | D-STYLIST スモークインフューザー KK-00481                                            | ピーナッツクラブ                 |
| 2017年   | 調理家電                   | キャセロールグリル鍋YGC-800                                                          | YAMAZEN                          |
| 2017年   | 調理家電                   | コーヒーメーカー Ｏｎｄｏ ＯＮ‐01‐ＷＨ                                               | 丸隆                             |
| 2017年   | ＡＶ家電                   | 情熱価格PLUS 50Ｖ型 ＵＬＴＬＡＨＤ ＴＶ ４Ｋ液晶テレビ                               | ドン・キホーテ                   |
| 2017年   | ＡＶ家電                   | BluetoothオーディオレシーバーBOX LBT-AVWAR500                                        | エレコム                         |
| 2018年   | デザイン家電               | 温度調節機能付き電気ケトル YKG-C800                                                  | 株式会社山善                     |
| 2018年   | デザイン家電               | ハイブリッド式加湿器 DKHT-351                                                        | 株式会社ドウシシャ               |
| 2018年   | デジタル家電               | ウェアラブルスピーカー SP-06                                                         | 株式会社ライソン                 |
| 2018年   | 美容＆ヘルス家電           | 情熱価格PREMIUM×TESCOM 驚風量ドライ『プロテクトイオンヘアードライヤー』              | 株式会社ドン・キホーテ           |
| 2018年   | 美容＆ヘルス家電           | 折りたたみ式フットバス                                                               | 株式会社 丸隆                    |
| 2018年   | アウトドア＆防災家電       | 電動スクーター バイクルL6s                                                           | バイクル株式会社                 |
| 2018年   | 生活家電                   | ちょっぴり大きな洗える電気ブランケットシリーズ                                       | 株式会社山善                     |
| 2018年   | ユニーク家電               | POCKETALK Wシリーズ                                                                  | ソースネクスト株式会社           |
| 2018年   | ユニーク家電               | 流水音発生器 OGH-2                                                                   | 株式会社オーム電機               |
| 2018年   | 調理家電                   | 電気ロースター ロータリーグリル ON-04                                                | 株式会社 丸隆                    |
| 2018年   | ＡＶ家電                   | 情熱価格PLUS 4Kテレビシリーズ                                                        | 株式会社ドン・キホーテ           |
| 2018年   | ＡＶ家電                   | ラジオボイスレコーダー【ラジとる】YRT-R200                                           | 株式会社山善                     |
| 2019年   | デザイン家電部門           | BRUNO ハイブリッドUV加湿器 CALM MIST                                                 | 株式会社イデアインターナショナル |
| 2019年   | デジタル家電部門賞         | 株式会社ドン・キホーテ 情熱価格PLUS 360°撮影カメラ搭載 ドライブレコーダー            | 株式会社ドン・キホーテ           |
| 2019年   | デジタル家電部門賞         | Final E3000                                                                          | S’NEXT株式会社                   |
| 2019年   | 美容＆ヘルス家電部門賞     | 情熱価格ＰＬＵＳ 驚風量ドライ プロテクトイオンヘアードライヤー DXT7500               | ドン・キホーテ×TESCOM            |
| 2019年   | アウトドア＆防災家電部門賞 | 手回し充電テレビ/ラジオ YTM-RTV200                                                   | 株式会社山善                     |
| 2019年   | 生活家電部門賞             | UV除菌機能付き冷風扇 MA-832                                                          | 株式会社丸隆                     |
| 2019年   | ユニーク家電部門賞         | KDEG-001W 焼きペヤングメーカー                                                       | ライソン株式会社                 |
| 2019年   | 調理家電部門賞             | マイコン式電気圧力鍋 YPCA-M250                                                       | 株式会社山善                     |
| 2019年   | ＡＶ家電部門賞             | maxzen 65V型液晶テレビJU65SK04                                                       | 株式会社MOA                      |
| 2019年   |                            | 情熱価格PLUS CMOSセンサー搭載 4Kビデオカメラ                                         | 株式会社ドン・キホーテ           |
| 2019年   | ベストコンボ賞             | コーヒーグラインダー「スプレモ」CG-101                                               | 株式会社ドリテック               |
| 2019年   | ベストコンボ賞             | ホームロースター RT-01                                                               | ライソン株式会社                 |
| 2019年   | ベストコンボ賞             | 電気ケトル YKG-C800                                                                  | 株式会社山善                     |
| 2021年   | デザイン家電部門           | mooni ポータブルLEDランタンスピーカー Eclipse Speaker                                | 株式会社山善                     |
| 2021年   | デジタル家電部門           | 情熱価格PLUS モバイルプロジェクター「スマジェクター」                                | 株式会社ドン・キホーテ           |
| 2021年   | 美容＆ヘルス部門           | ADESSO スマホ除菌・充電機能付き目覚まし時計 Phosh PS-01                              | アデッソ株式会社                 |
| 2021年   | アウトドア＆防災家電部門   | カセットボンベ式インバーター発電機 EIGG-600D                                         | 株式会社山善                     |
| 2021年   | 生活家電部門               | 14L加湿器 KIWAMIST ON-JIA01                                                          | 株式会社丸隆                     |
| 2021年   | 生活家電部門               | maxzen 全自動洗濯機 6.0kg JW60WP01                                                   | 株式会社MOA STORE                |
| 2021年   | ユニーク家電部門           | 回転寿司トレイン                                                                     | ライソン株式会社                 |
| 2021年   | 調理家電部門               | 減煙焼き肉グリル「XGRILL」                                                           | 株式会社山善                     |
| 2021年   | AV家電部門                 | OPTVISION 85v型 HDR対応4K液晶テレビ 85UDK400R                                        | オプトスタイル株式会社           |
| 2021年   | ベストコンボ賞             | 情熱価格PLUS×KOIZUMI 「ロケットドライヤー」                                          | 株式会社ドン・キホーテ           |
| 2021年   | ベストコンボ賞             | 秒速トースター                                                                       | ライソン株式会社                 |
| 2021年   | ベストコンボ賞             | グラファイトヒーター 超速暖 DCTS-B12                                                 | 株式会社山善                     |
| 2022年   | デザイン家電部門           | 超蜜やきいもトースター                                                               | ライソン株式会社                 |
| 2022年   | デジタル家電部門           | Android TV機能搭載フルHDチューナーレススマートテレビ                                 | 株式会社ドン・キホーテ           |
| 2022年   | 美容＆ヘルス部門           | 情熱価格RF美顔器「BEAUTY INSIDE」                                                    | 株式会社ドン・キホーテ           |
| 2022年   | アウトドア＆防災家電部門   | Hybrid Bike GFR-02                                                                   | glafit株式会社                   |
| 2022年   | 生活家電部門               | ありえ値ぇ情熱価格 7kgドラム式洗濯機                                                 | 株式会社丸隆                     |
| 2022年   | ユニーク家電部門           | 充電式湯たんぽポカウォーマー                                                         | 株式会社威風堂                   |
| 2022年   | 調理家電部門               | 煙の少ない焼肉グリル／YGMC-FXT130                                                    | 株式会社山善                     |
| 2022年   | AV家電部門                 | リモート会議専用機 KAIGIO MeePet                                                     | ソースネクスト株式会社           |
| 2022年   | ベストコンボ賞             | Jackery ポータブル電源 ソーラーパネル セット 240                                     | 株式会社Jackery Japan            |
| 2022年   | ベストコンボ賞             | 手回し充電ランタン ラジオ 白色LED 9灯 防水 電灯 USB AMラジオ FMラジオ コンデンサー式 | 株式会社山善                     |
| 2022年   | ベストコンボ賞             | おひとりさま用着るこたつ「こたんぽ」                                                 | サンコー株式会社                 |

| 殿堂入り年度 | 殿堂入り製品                                          | 製品開発企業           |
| ------------ | ----------------------------------------------------- | ---------------------- |
| 2016年       | 扇風機『YLT-AK30』                                    | 株式会社山善           |
| 2017年       | 空気をキレイにする ホットカーペットシリーズ SUEF-S200 | 株式会社山善           |
| 2018年       | 情熱価格PLUS 4Kテレビシリーズ                         | 株式会社ドン・キホーテ |
| 2018年       | ハイブリッド式加湿器 DKHT-351                         | 株式会社ドウシシャ     |